# Pectenotoxinas
Las pectenotoxinas son un tipo de toxinas producidas por la especie de dinoflagelados Dinophysis fortii, que se encuentran como fracción minoritaria asociadas al ácido ocadaico (OA) o sus derivados. Se ha demostrado que poseen efectos hepatotóxicos, pero se desconoce su efecto por sí mismas como productoras de síntomas diarreicos en el hombre.

## Características químicas
Fueron descubiertas en las glándulas digestivas de vieiras Patinopecten yessoensis contaminadas con DSP y hasta el momento se han aislado 15 derivados diferentes. Se trata de una serie de compuestos poliéteres macrocíclicos con un anillo de lactona que forman parte del amplio grupo de las llamadas toxinas diarreicas (DSP), compuestos liposolubles que se acumulan en el tejido adiposo de algunas especies de moluscos. Las pectenotoxinas son estables al calor, pero sensibles a cambios bruscos de pH.
Algunas de las PTXs son productos de la biotransformación en los moluscos consumidores, es decir, de procesos mediante los cuales un organismo vivo modifica una sustancia química transformándola en una diferente.
Las toxinas del grupo PTX son fácilmente destruidas bajo fuertes condiciones básicas al producirse la hidrólisis del grupo éster cíclico, tales como las que se utilizan en la hidrólisis de ésteres de acilo de las toxinas del grupo del AO, otro de los subgrupos de toxinas pertenecientes a las DSP. Las PTX también son lábiles en medios ácidos, ya que contrariamente a lo que ocurre en medios muy básicos el anillo de lactona, que es un ester cíclico, sufre hidrólisis con la consecuente rotura de dicho anillo.

## Estructura
Las propiedades estructurales comunes a todas las PTX incluyen un grupo espirocetal, tres oxolanos (también llamados tetrahidrofuranos), un grupo bi-cíclico acetal y otro grupo cíclico hemicetal de seis miembros. Hasta la fecha se han aislado quince toxinas PTX y seis de ellas: las PTX-1, -2, -3, -4, -6 y –7 se han identificado químicamente. Las diferencias entre los diferentes derivados residen en el radical R’ y la conformación espacial en caso de contener el mismo grupo funcional. La PTX2 solo se ha detectado en fitoplancton, pero nunca en mariscos, por lo cual se cree que se oxida en el hepatopáncreas de los mariscos, produciendo otras toxinas. Este hecho hace que sea considerada como la principal precursora de los seis tipos de toxinas que han sido identificadas, pues estas derivarían de la PTX2 a través de transformaciones durante el metabolismo degradativo en el intestino de las especies del filo Bivalvia.
| Nombre          | Abreviatura      | Grupo R' (C-43) |
| --------------- | ---------------- | --------------- |
| Pectenotoxina-1 | PTX-1            | CH2OH           |
| Pectenotoxina-2 | PTX-2            | CH3             |
| Pectenotoxina-3 | PTX-3            | CHO             |
| Pectenotoxina-4 | PTX-4 o epi-PTX1 | CH2OH           |
| Pectenotoxina-6 | PTX-6            | COOH            |
| Pectenotoxina-7 | PTX-7 o epi-PTX6 | COOH            |

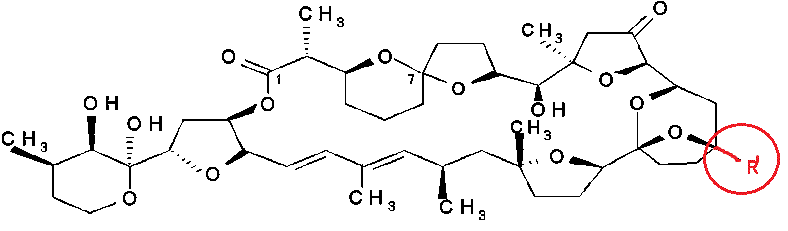
Estructura general pectenotoxinas

Estas transformaciones incluirían, la oxidación de la PTX-2 llevando a la formación de otras toxinas del grupo PTX, como la PTX-1, PTX-3, en la que el radical R’ ya no es un -CH3 sino un –CHO, o la PTX-6, donde se intercambia el grupo metil por un carboxilo.
Recientemente se aislaron también dos compuestos nuevos, la PTX-8 y PTX-9, aunque sus estructuras químicas completas no se determinaron todavía.
En 1998 Sasaki et al. identificaron la PTX-4 y la PTX-7 como isómeros espiroacetales de la PTX-1 y PTX-6, tal y como puede verse en la tabla, llamados epi-PTX-1 y epi-PTX-6, respectivamente.
También describieron la PTX-11, como un análogo más (34S- hidroxi-PTX-2). Pero a diferencia de la PTX-2, la PTX-11 no se hidroliza rápidamente a su correspondiente ácido seco (SA) por las enzimas de homogeneizado del hepatopáncreas del mejillón verde. 

## Métodos de detección de las PTX

### Biológicos
El método de detección de pectenotoxinas regulado por la ley en España consiste en el bioensayo con ratones. Hay distintos tipos, que difieren entre sí por la porción de ensayo (hepatopáncreas o cuerpo entero) y en los disolventes utilizados en las fases de extracción o purificación.

### Químicos
Cromatografía líquida acoplada a espectrometría de masas (LC-MS) o espectrometría de masas tándem (LC-MS / MS).
La cromatografía líquida sirve para separar las sustancias de la muestra que se quiere estudiar, y la espectrometría de masas para identificar los compuestos que se han separado, junto con sus características químicas (composición cuantitativa y cualitativa).
La espectrometría de masas tiene ciertas ventajas pues requiere cantidades pequeñas de muestra y nos permite obtener información característica como el peso y algunas veces la estructura de la PTX.
En la espectrometría de masas la muestra es ionizada y después de conducir los iones a un tubo sobre el que existe un fuerte campo magnético se recogen los impactos de dichos iones en función de la relación carga/masa de los mismos. Cada compuesto es único, y cada uno de los compuestos se ionizará y fragmentará de una determinada manera. 
La cromatografía líquida de alta resolución (HPLC) es una técnica de separación de sustancias que facilita el análisis de muestras que tradicionalmente han sido difíciles de analizar como son los elementos poco volátiles. 
De esta forma se pueden analizar compuestos de peso molecular de hasta 100kDa, con un rango de polaridades que va desde compuestos no polares hasta los muy polares.

## Toxicidad de las pectenotoxinas
Se ha demostrado que la toxicidad se puede relacionar con la estructura de las pectenotoxinas. Concretamente, los derivados con un grupo R’ (C-43) más oxidado presentan una menor toxicidad. Teniendo en cuenta esto, la PTX-2, que será tratada posteriormente, muestra una de las toxicidades más fuertes entre los distintos tipos de pectenotoxinas.
Estudios con animales de experimentación muestran que la toxicidad aguda intraperitoneal de las PTXs oscila entre 230 μg/kg en el caso de la PTX-2 y 770 μg/kg en el caso de la PTX-4. Las pectenotoxinas no causan diarrea por administración intraperitoneal y no se observa toxicidad oral a dosis de 5000 μg de PTX-2 y PTX2SA (Miles et al., 20049) pero exhiben una potente citotoxicidad, es decir, atacan las diversas células, de manera que dosis comprendidas entre 500 y 1000 μg/kg inducen la muerte de células y tejidos en el hígado a las pocas horas de la inoculación intraperitoneal (Terao et al., 1986, 1993).
La inducción de apoptosis (muerte celular) ha sido demostrada por Fladmark et al. (1998) y se ha podido demostrar también que las PTX inducen la despolarización de la actina en células de neuroblastoma (Leira et al. 2002). Estos mismos autores han sugerido que la ruptura brusca del citoesqueleto puede ser un mecanismo clave en la toxicidad de esta toxina debido a la unión de las PTX a la actina, entre ellas la PTX-2 (como veremos en el apartado posterior) en mayor grado, y muy probablemente del resto de las pectenotoxinas. 

## Pectenotoxina 2
| PTX-2               |                                                |
| ------------------- | ---------------------------------------------- |
| Sinónimos           | 43-Dioxipectenotoxina, 43-Deoxipectenotoxina 1 |
| Peso molecular      | 859,05 g/mol                                   |
| Fórmula molecular   | C47 H70 O14                                    |
| Número CAS          | 97564-91-5                                     |
| Densidad            | 0,79 g/ml                                      |
| Punto de fusión     | -98 °C                                         |
| Punto de ebullición | 64,5 °C                                        |

La PTX-2 se postula como el principal precursor del resto de pectenotoxinas encontradas en moluscos y otras especies del género Bivalvia, y resulta ser además la que presenta una mayor citotoxicidad, tal y como demostraron Van Egmond et al., 1993 y Ritchie, 1993. 
La unión de la PTX-2 a la actina  demostró ser causa de una inhibición muy efectiva de la polimerización de actina limitando el crecimiento rápido del extremo +, también llamado “extremo barbado”. Por ende, al inhibir la polimerización de actina la célula verá muy afectada la migración celular, así formación de estructuras tubulares y microfilamentosas y la génesis del huso acromático, vital para el proceso de división celular. 

### Complejo PTX2-Actina

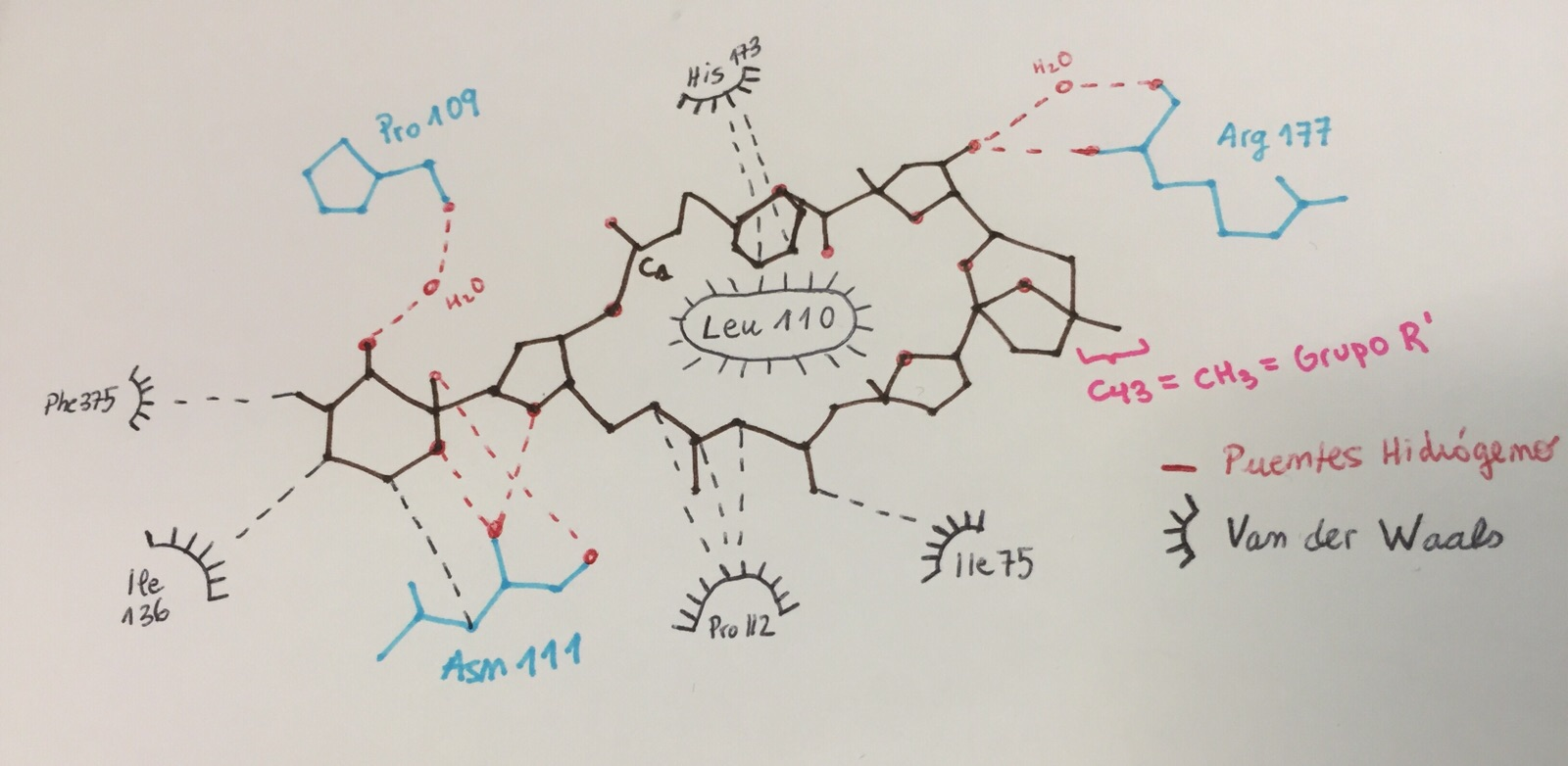
La PTX-2 establece enlaces de Van der Waals con residuos apolares de la actina (Pro109,Ile175,Leu110). Las colas de PTX-2 enlazan con puentes de hidrógeno con aminoàcidos polares (Asn111,Arg177). Representados como circunferencias rojas aparecen los átomos de oxígeno

Uno de los efectos más graves de la pectenotoxina-2 en células animales tiene que ver con la unión de la PTX-2 a los filamentos de actina citoplasmáticos que resulta en la formación del complejo PTX-2-Actina. La explicación molecular de esta unión reside en 2 grandes aspectos. Por un lado el gran anillo de lactona presente en la PTX-2 (al igual que en el resto de toxinas PTX) es capaz de establecer enlaces débiles de Van der Waals con varios residuos apolares de la actina como la prolina (Pro109), isoleucina (Ile75) y la leucina. Por otro lado, las colas de la PTX-2 pueden establecer también enlaces intermoleculares débiles de puentes de hidrógeno con aminoácidos polares sin carga como la asparagina (Asn 111) e incluso con aminoácidos polares con carga positiva como la arginina (Arg 177). 

### Efecto de la PTX-2 en la actividad del complejo telomerasa
Los telómeros son secuencias repetitivas de DNA localizadas en los extremos de los cromosomas lineales y son responsables de su estabilidad estructural en procesos como la división celular. Cuando los telómeros empiezan a acortarse, la célula en un momento dado llegará al límite de su capacidad replicativa, con lo que tenderá a producirse la senescencia celular. Las células cancerosas, sin embargo, se dividen rápidamente y sin control y sus telómeros no se ven acortados ya que la célula induce la activación de la telomerasa, cuya función se basa en el alargamiento de dichos telómeros, bloqueando la inducción de la apoptosis.
El complejo telomerasa está formado por la enzima hTERT y una molécula de RNA asociada, TERC, encargada, mediante su expresión, del funcionamiento del complejo. Se ha evidenciado  que la PTX-2 interfiere, gracias al macro anillo de lactona, en la subunidad hTERT, que a su vez reduce la actividad de transcripción del TERC, induciendo la inhibición del complejo telomerasa, que ya no alargará los telómeros de la célula cancerosa y ésta dejará de dividirse masivamente. En conclusión, PTX-2 puede actuar como inhibidor de la actividad de telomerasa a través de la inactivación de la subunidad catalítica hTERT del complejo, por lo que se postula como un plausible futuro tratamiento contra células cancerígenas. Por lo tanto hay un creciente interés por conocer métodos para su síntesis para su posterior aplicación clínica.

### Síntesis de la PTX-2
Yasumoto descubrió que al introducir los distintos tipos de PTX en una solución de ácido trifluoroacético se conseguía modificar la conformación espacial de los compuestos, dando lugar a distintos isómeros en un proceso reversible. Los principales isómeros de la PTX-2 que se han aislado en las especies del género Dinophysis son la PTX-2b y PTX-2c, que se diferencian en la conformación del grupo espiroacetal.
Y.Suzuki descubrió que la PTX-2 se isomeriza en PTX-2b al inicio de la reacción (en una proporción de 3 a 1) y que posteriormente la PTX-2b y la PTX2 se isomerizan en la PTX-2c por medio de un proceso más lento.
Teniendo en cuenta los descubrimientos de Suzuki,  si se usa la PTX-2b, como material inicial en la isomerización y se interfiere antes de que se produzca su transformación a la PTX-2c, entonces PTX-2 sería sintetizada como producto mayoritario.